# Héctor Zagal
Héctor Zagal Arreguín (6 de junio de 1952), conocido como Héctor Zagal, es un ensayista, novelista, conductor de radio y televisión y filósofo familiarizado con Aristóteles y con el barroco mexicano. 

## Biografía
Nació en la Ciudad de México, estudió en la Secundaria Pública Tecnológica Industrial "5 de Mayo" y, gracias a una beca, en la preparatoria del Instituto Panamericano de Humanidades.  Licenciado en Filosofía por la Universidad Panamericana, se considera discípulo de Mauricio Beuchot y Carlos Pereda, a quienes reconoce públicamente como sus grandes maestros y amigos. Se doctoró en la Universidad de Navarra, España bajo la tutela de Alejandro Llano.[cita requerida] También cuenta con posgrado por el IPADE en donde colabora como profesor invitado.
Zagal es miembro del Sistema Nacional de Investigadores con el nivel III y profesor de la Universidad Panamericana y de la UNAM.
Fue editor fundador de la revista de filosofía de la Universidad Panamericana Tópicos, y miembro del Comité de Ciencias Humanas y de la Conducta del Consejo Nacional de Ciencia y Tecnología (Conacyt) de su país. Formó parte de la comisión dictaminadora del Instituto de Investigaciones Filosóficas de la Universidad Nacional Autónoma de México.
Además de su tarea académica, Zagal es un escritor prolífico y, frecuentemente, polémico, cercano siempre a posiciones conservadoras y cristianas. En 1997, obtuvo el Premio Nacional de Ensayo "Raúl Rangel Frías", en coautoría con Luis Xavier López Farjeat con un trabajo sobre la identidad nacional, que se publicó con el título Dos aproximaciones estéticas a la identidad nacional. Con ocasión del centenario de Jorge Luis Borges, compiló el libro Ocho ensayos sobre Borges. En el año 2009, mantuvo un debate epistolar, en la revista Letras Libres, con Guillermo Fadanelli, acerca de la posibilidad de creer en Dios en el siglo XXI.

## Publicaciones
Sus libros de filosofía son:
- Retórica, inducción y ciencia. La epagogé en Aristóteles (México, 1991).
- Límites de la argumentación ética en Aristóteles (México, 1996), en coautoría con Sergio Aguilar Álvarez, sobre los problemas de la enseñanza de la virtud moral según Aristóteles.
- Horismos, syllogismos y asapheia en Aristóteles (España, 2002), sobre el problema de la oscuridad argumentativa.
- Aristóteles y aristotélicos, compilado junto con Alberto Fonseca (México, 2002).
- Método y ciencia en Aristóteles (México, 2005), una revisión de Analíticos posteriores, de Aristóteles, a la luz del comentario de Tomás de Aquino a esta obra.
- Metafísica, acción y voluntad: homenaje a Carlos Llano, junto con Edgar Rodríguez como compiladores (México, 2005). En diversos momentos, Zagal se ha presentado como discípulo de este personaje.
- Los argumentos de Aristóteles. Ensayos de metafísica, ética y estética (España, 2009), donde habla, entre otros temas, de la creación de metáforas, de acuerdo con la Poética, de Aristóteles.
- Felicidad, placer y virtud. La vida buena en Aristóteles (Ariel, México, 2013), con un interesante apartado en que se compara Antígona, de Sófocles, con el libro de Job de la Biblia.
- Felicidad y amistad en Aristóteles (Ariel, México, 2014), que contiene algunas reflexiones sobre la homosexualidad en el mundo griego y sobre el papel de la amistad en la consecución de una vida lograda.[cita requerida]
- Virtudes: la trama de la felicidad según Aristóteles (Ariel, México, 2019), escrito junto con Víctor Gómez Villanueva. La ética aristotélica versa sobre la vida buena que no es otra consa que la vida plena, la vida feliz. Aristóteles considera depende de aquello que podemos controlar. ¿Qué es lo que depende de nosotros? La moderación de nuestras emociones a través de la virtud. La virtud no hace dueños de nostros mismos, que es el camina para desplegar nuestra existencia de una manera óptima[cita requerida]

Entre los libros orientados a la docencia que ha escrito se encuentran:
- Ética para adolescentes posmodernos, libro de texto para preparatoria sobre ética (1991), traducido al alemán por Bernd Goebel y publicado con el título Ethik für junge Menschen (Reclam Verlag).
- El rescate ético de la empresa y el mercado (México, 2001), coautoría con Carlos Llano.
- Formación cívica y ética 2º (México, 2011), en coautoría con Alberto Ross y Gabriela Martínez.
- Formación cívica y ética 3º (México, 2011), coautoría con Alberto Ross y Gabriela Martínez.
- Historia de las doctrinas filosóficas (México, 2012), en coautoría con Alberto Ross.
- Lógica (México, 2013), en coautoría con Alberto Ross y Gabriela Martínez.
- Ética (México, 2018), libro de texto para preparatoria, en coautoría con Alberto Bastard, Leonardo Ramos y Alberto Ross.[cita requerida]

Como analista político, publicó:
- Anatomía del PRI (Random House, 2005), texto acremente recibido en la cúpula del PRI.

Ensayo:
- Gula & cultura, ensayo lúdico sobre la literatura con varias ediciones, la más reciente de 2014 (Panorama, México), donde el autor pasea por la literatura universal desde el punto de vista de la gastronomía.

Narrativa:
- La venganza de Sor Juana (Planeta, 2007), publicada con el seudónimo de Mónica Zagal, según confesó el autor en sus novelas posteriores, es una ficción que habla de una supuesta estrategia de Sor Juan Inés de la Cruz para liberarse de su confesor. La novela está llena de referencias gastronómicas de la Nueva España e incluye un pequeño recetario.
- La cena del bicentenario, una parodia de la historia mexicana (Planeta, 2009). La novela fue adaptada para teatro por Antón Araiza y estrenada en 2010. También fue criticada en su momento por historiadores oficiales.
- Gente como uno, novela satírica sobre la alta sociedad mexicana (Planeta, 2011).
- Imperio (Planeta, 2012), novela que reconstruye los últimos tres días de la vida de Maximiliano de Habsburgo. La obra fue adaptada para el teatro por Rodrigo González Juárez y se estrenó en el 2012 en el alcázar del Castillo de Chapultepec, donde se escenifica desde entonces. El monólogo se acompaña de la pieza para piano Elegía a un Imperio, del compositor mexicano Alonso J. Burgos.
- La ciudad de los secretos (Planeta, 2014), ficción histórica situada en 1959, que contiene un metarrelato autobiográfico, donde el autor revela algunas de las fobias e historias personales que marcaron su vida.
- El Inquisidor (Planeta, 2018), ficción histórica situada en la Nueva España del siglo XVIII, cuenta la persecución de herejes y sodomitas desde la perspectiva de un dominico, el Inquisidor, y de un jesuita que se opone tímidamente a los excesos del Santo Oficio. Más allá de las novelas colonialistas y pintorescas, al estilo de Artemio del Valle Arizpe, Zagal intenta explicar los mecanismos de autoengaño y justificación que permitían a la Inquisición la ejecución de todos aquellos que no se ajustaban a sus patrones morales y teológicos. Al igual que en La ciudad de los secretos, la Ciudad de México juega un papel clave en la narración.[cita requerida]
- El vampiro de Virrey (Planeta, 2023), ficción histórica situada a finales del siglo XVIII en la Nueva España. Sor Filotea del Niño Jesús, protagonista de la novela, es una monja letrada, rica y algo descreída. La monja, que descree de los vampiros, debe enfrentar una ola de muertes misteriosas, donde las víctimas presentan las temibles marcas de los colmillos. La Inquisición acusa al Príncipe Ioan Apafi, recién llegado de Transilvania, de tales muertes. Sor Filotea intentará desentrañar entre misterio.

## Participación en medios
Ha estado a cargo de los programas de radio El Banquete del Dr. Zagal, con Karla Aguilar para MVS Radio, y Navegando con el Dr. Zagal, con Karla Aguilar y Ricardo Yahuaca para Cabo Mil. Además tiene su propio programa de televisión llamado El Gabinete de Curiosidades con el Dr. Zagal que se transmite en Canal 22 y cuya producción corre a cargo de Yahuaca Producciones.